# Formació de la identitat
La formació de la identitat, també anomenada desenvolupament de la identitat o construcció de la identitat, és un procés complex en què els humans desenvolupen una visió clara i única d'ells mateixos i de la seva identitat.
L'autoconcepte, el desenvolupament de la personalitat i els valors estan estretament relacionats amb la formació de la identitat. La individualització també és una part crítica de la formació de la identitat. La continuïtat i la unitat interior són una formació d'identitat saludable, mentre que una interrupció d'una d'elles podria ser vista i etiquetada com un desenvolupament anormal; determinades situacions, com ara un trauma infantil, poden contribuir a un desenvolupament anormal. Factors específics també juguen un paper en la formació de la identitat, com ara la raça, l'ètnia i l'espiritualitat.
El concepte de continuïtat personal, o identitat personal, fa referència a un individu que planteja preguntes sobre si mateix que desafien la seva percepció original, com ara "Qui sóc jo?" El procés defineix els individus als altres i a ells mateixos. Diversos factors conformen la identitat real d'una persona, incloent un sentit de continuïtat, un sentit d'unicitat dels altres i un sentiment d'afiliació basat en la seva pertinença a diversos grups com la família, l'ètnia i l'ocupació. Aquestes identitats grupals demostren la necessitat humana d'afiliació o que les persones es defineixin a si mateixes als ulls dels altres i a ells mateixos.
Les identitats es formen a diversos nivells. Al micronivell, es tracta de l'autodefinició, les relacions personals i la percepció de problemes des d'una perspectiva individual. El nivell meso fa referència a com les comunitats i les famílies immediates influeixen, modelen i qüestionen les identitats. Al macronivell, s'examinen les connexions entre individus i problemes des d'una perspectiva nacional. Finalment, el nivell global connecta individus, problemes i grups a escala mundial.
La identitat sovint es descriu com a finita i consta de parts separades i diferents (per exemple, familiar, cultural, personal, professional).

## Teories
Moltes teories del desenvolupament inclouen aspectes de la formació de la identitat. Dues teories aborden directament el procés de formació de la identitat: les etapes de desenvolupament psicosocial d'Erik Erikson (específicament l'etapa de la identitat versus la confusió de rols), la teoria de l'estat d'identitat de James Marcia i les teories de la formació de la identitat en l'edat adulta emergent de Jeffrey Arnett.

### Teoria d'Erikson de la identitat vs. confusió de rols
La teoria d'Erikson és que les persones experimenten diferents crisis o conflictes al llarg de la seva vida en vuit etapes. Cada etapa es produeix en un moment determinat de la vida i s'ha de resoldre amb èxit per avançar a la següent. L'etapa particular rellevant per a la formació de la identitat té lloc durant l'adolescència: identitat versus confusió de rols.
L'etapa d'identitat versus confusió de rols consisteix en el fet que els adolescents intenten esbrinar qui són per tal de formar una identitat bàsica que construiran al llarg de la seva vida, especialment pel que fa a les identitats socials i ocupacionals. Es fan les preguntes existencials: "Qui sóc jo?" i "Què puc ser?" S'enfronten a la complexitat de determinar la pròpia identitat. Erikson va afirmar que aquesta crisi es resol amb l'assoliment de la identitat, el punt en què un individu ha considerat àmpliament diversos objectius i valors, acceptant-ne uns i rebutjant els altres, i entén qui és com a persona única. Quan un adolescent assoleix l'assoliment de la identitat, està preparat per entrar a la següent etapa de la teoria d'Erikson, Intimitat versus Aïllament, on formarà amistats sòlides i un sentit de companyonia amb els altres.
Si la crisi d'identitat versus confusió de rols no es resol positivament, un adolescent s'enfrontarà a la confusió sobre els plans futurs, especialment els seus rols en l'edat adulta. El fet de no formar la pròpia identitat porta a no formar una identitat compartida amb els altres, cosa que pot provocar inestabilitat en molts àmbits com a adult. L'etapa de formació de la identitat de la teoria del desenvolupament psicosocial d'Erik Erikson és una etapa crucial de la vida.

### Teoria de l'estat d'identitat de Marcia
James Marcia va crear una entrevista estructural dissenyada per classificar els adolescents en un dels quatre estats d'identitat. Els estats s'utilitzen per descriure i identificar la progressió del procés de formació de la identitat d'un adolescent. En la teoria de Marcia, la identitat es defineix operativament com si un individu ha explorat diverses alternatives i s'ha compromès ferm amb una ocupació, religió, orientació sexual i un conjunt de valors polítics.
Els quatre estats d'identitat de la teoria de James Marcia són:
1. Difusió de la identitat (també coneguda com a confusió de rols): el contrari de l'assoliment de la identitat. L'individu encara no ha resolt la seva crisi d'identitat en no comprometre's amb cap objectiu o valor i establir una direcció de vida futura. En els adolescents, aquesta etapa es caracteritza per un pensament desorganitzat, procrastinació i evitació de problemes i accions.
2. Exclusió de la identitat: es produeix quan els adolescents s'ajusten a una identitat sense explorar què els convé més. Per exemple, els adolescents poden seguir els valors i els rols dels seus pares o les normes culturals. També poden excloure una identitat negativa, o el contrari directe dels valors o les normes culturals dels seus pares.
3. Moratòria de la identitat: això posposa l'assoliment de la identitat proporcionant un refugi temporal. Aquest estat ofereix oportunitats per a l'exploració, ja sigui en amplitud o en profunditat. Exemples de moratòries comuns a la societat nord-americana inclouen la universitat o l'exèrcit.
4. Assoliment de la identitat: aquest estat s'aconsegueix quan la persona ha resolt els problemes d'identitat compromesos amb objectius, creences i valors després d'una exploració extensa de diferents àrees.

### Teories de Jeffrey Arnett sobre la formació de la identitat en l'edat adulta emergent
La teoria de Jeffrey Arnett afirma que la formació de la identitat és més destacada en l'edat adulta emergent, que consisteix en edats entre 18 i 25 anys. Arnett sosté que la formació de la identitat consisteix a gaudir de diferents oportunitats i possibilitats de la vida per eventualment prendre decisions importants de la vida. Creu que aquesta fase de la vida inclou un ampli ventall d'oportunitats per a la formació de la identitat, concretament en tres àmbits diferents.
Aquests tres àmbits d'exploració de la identitat són:
1. Amor: en l'edat adulta emergent, les persones exploren l'amor per trobar un profund sentit d'intimitat. Mentre intenten trobar l'amor, les persones sovint exploren la seva identitat centrant-se en preguntes com ara: "Tenint en compte el tipus de persona que sóc, quina mena de persona vull tenir com a parella al llarg de la vida?"
2. Treball: les oportunitats laborals en què s'impliquen les persones es centren ara en la idea que s'estan preparant per a les carreres que poden tenir durant l'edat adulta. Els individus exploren la seva identitat fent-se preguntes com ara: "En quin tipus de treball sóc bo?", "Quin tipus de feina trobaria satisfactori a llarg termini" o "Quines possibilitats tinc d'aconseguir una feina a la camp que em sembla més adequat?"
3. Visions del món: és comú que aquells en l'etapa de l'edat adulta emergent assisteixin a la universitat. Allà poden estar exposats a diferents visions del món, en comparació amb aquelles en què es van criar, i estar oberts a alterar les seves visions del món anteriors. Les persones que no van a la universitat també creuen que com a adults també haurien de decidir quines són les seves creences i valors.

## Autoconcepte
L'autoconcepte, o auto-identitat, és el conjunt de creences i idees que un individu té sobre si mateix. L'autoconcepte és diferent de l'autoconsciència, que és la consciència d'un mateix. Els components de l'autoconcepte inclouen atributs físics, psicològics i socials, que poden estar influenciats per les actituds, hàbits, creences i idees de l'individu; no es poden condensar en els conceptes generals d'autoimatge o autoestima. Dins d'un individu s'ajunten diversos tipus d'identitat i es poden desglossar en els següents: identitat cultural, identitat professional, identitat ètnica i nacional, identitat religiosa, identitat de gènere i identitat de discapacitat.

### Identitat cultural
La identitat cultural és la formació d'idees que un individu pren en funció de la cultura a la qual pertany. La identitat cultural es relaciona però no és sinònim d'una política identitària. Hi ha qüestions modernes de cultura que es traslladen a qüestions d'identitat. La cultura històrica també influeix en la identitat individual i, com passa amb la identitat cultural moderna, els individus poden escollir i triar aspectes de la identitat cultural, alhora que rebutgen o neguen altres idees associades.

### Identitat professional
La identitat professional és la identificació amb una professió, mostrada per una alineació de rols, responsabilitats, valors i estàndards ètics acceptats per la professió.
En els negocis, la identitat professional és l'autoconcepte professional que es basa en atributs, valors i experiències. Una identitat professional es desenvolupa quan hi ha una filosofia que es manifesta en una cultura corporativa diferent: la personalitat corporativa. Un professional empresarial és una persona que exerceix una professió amb certs tipus d'habilitats que de vegades requereixen formació o educació formal.
El desenvolupament professional engloba les dimensions totals de les dimensions psicològiques, sociològiques, educatives, físiques, econòmiques i d'atzar que alteren la pràctica professional d'una persona al llarg de la vida. El desenvolupament professional també es refereix a les pràctiques d'una empresa o organització que milloren la carrera d'algú o l'encoratgen a prendre decisions pràctiques pràctiques.
La formació és una forma d'establiment d'identitat, ja que no només afecta el coneixement sinó que també afecta l'autoconcepte d'un membre de l'equip. D'altra banda, el coneixement del càrrec introdueix un nou camí de menys esforç a l'alumnat, que allarga els efectes de la formació i afavoreix un autoconcepte més fort.</link> Altres formes de configuració d'identitat en una organització inclouen targetes de visita, avantatges específics per rol i reenviament de tasques. 

### Identitat ètnica i nacional
Una identitat ètnica és una identificació amb una determinada ètnia, generalment sobre la base d'una presumpta genealogia o ascendència comuna. El reconeixement per part dels altres com a grup ètnic diferent és sovint un factor que contribueix al desenvolupament d'aquesta identitat. Els grups ètnics també estan sovint units per trets comuns culturals, de comportament, lingüístics, rituals o religiosos.
Els processos que donen lloc a l'aparició d'aquesta identificació es resumeixen com a etnogènesi. Diversos estudis culturals i teoria social investiguen la qüestió de les identitats culturals i ètniques. La identitat cultural s'adhereix a la ubicació, el gènere, la raça, la història, la nacionalitat, l'orientació sexual, les creences religioses i l'ètnia.
La identitat nacional és un concepte ètic i filosòfic on tots els humans estan dividits en grups anomenats nacions. Els membres d'una "nació" comparteixen una identitat comuna i normalment un origen comú, en el sentit d'ascendència, filiació o descendència.

### Identitat religiosa
Una identitat religiosa és el conjunt de creences i pràctiques que generalment té un individu, que impliquen l'adhesió a creences i rituals codificats i l'estudi de les tradicions ancestrals o culturals, els escrits, la història, la mitologia i la fe i l'experiència mística. La identitat religiosa es refereix a les pràctiques personals relacionades amb la fe comunitària juntament amb els rituals i la comunicació derivats d'aquesta convicció. Aquesta formació identitària comença amb una associació en els contactes religiosos dels pares, i la individuació requereix que la persona esculli la mateixa o diferent identitat religiosa que la dels seus pares.

### Identitat de gènere
En sociologia, la identitat de gènere descriu el gènere amb el qual s'identifica una persona (és a dir, si un es percep com un home, una dona, fora del binari de gènere), però també es pot utilitzar per referir-se al gènere que altres persones atribueixen. l'individu a partir del que sap a partir d'indicacions de rol de gènere (comportament social, roba, pentinat, etc.). La identitat de gènere es pot veure afectada per una varietat d'estructures socials, com ara el grup ètnic de la persona, la situació laboral, la religió o la irreligió i la família. També pot ser biològic en el sentit de la pubertat.

### Identitat de discapacitat
La identitat de discapacitat fa referència a les discapacitats particulars amb les quals s'identifica una persona. Això pot ser una cosa tan òbvia com una persona paraplègica que s'identifiqui com a tal, o una cosa menys destacada, com una persona sorda que es considera part d'una comunitat local, nacional o global de la cultura de les persones sordes.
La identitat de la discapacitat gairebé sempre està determinada per les discapacitats particulars amb les quals neix un individu, tot i que pot canviar més endavant a la vida si un individu es torna discapacitat o quan més tard un individu descobreix una discapacitat prèviament ignorada (sobretot aplicable als trastorns mentals). En alguns casos rars, pot estar influenciat per l'exposició a persones amb discapacitat com amb la disfòria de la integritat corporal.

### Identitat política
Les identitats polítiques sovint formen la base de les reivindicacions públiques i de la mobilització de recursos materials i altres per a l'acció col·lectiva. Una teoria que explora com passa això és la teoria del moviment social. Segons Charles Tilly, la interpretació de la nostra relació amb els altres ("històries") crea la raó i la construcció de la identitat política. La capacitat d'acció està limitada per recursos materials i, de vegades, percepcions que es poden manipular mitjançant l'ús d'estratègies de comunicació que donen suport a la creació de vincles il·lusoris.

## Desenvolupament de la identitat interpersonal
El desenvolupament de la identitat interpersonal prové de la teoria de l'estat d'identitat de Marcia i fa referència a l'amistat, les cites, els rols de gènere i la recreació com a eines per a la maduresa en un aspecte psicosocial d'un individu.
La relació social es pot referir a una multitud d'interaccions socials regulades per normes socials entre dues o més persones, cadascuna amb una posició social i exercint un paper social. En una jerarquia sociològica, la relació social és més avançada que el comportament, l'acció, el comportament social, l'acció social, el contacte social i la interacció social. Forma la base de conceptes com organització social, estructura social, moviment social i sistema social.
El desenvolupament de la identitat interpersonal es compon de tres elements:
- Categorització: assignar tothom a categories.
- Identificació: Associar altres a determinats grups.
- Comparació: comparació de grups.

El desenvolupament de la identitat interpersonal permet a un individu qüestionar i examinar diversos aspectes de la seva personalitat, com ara les idees, creences i comportaments. Les accions o pensaments dels altres generen influències socials que poden transformar l'individu. Exemples d'influència social es poden observar en la socialització i la pressió dels companys, que poden afectar el comportament, la percepció d'un mateix i la posterior acceptació o rebuig de com altres persones intenten influir en l'individu. Aquest desenvolupament es produeix a través de l'autoanàlisi i l'autoavaluació, i es consolida en diferents moments, establint una identitat coherent i comprensible.

### Interacció
Durant el desenvolupament de la identitat interpersonal, es produeix un intercanvi constant de proposicions i contraproposicions que condueix a una transformació qualitativa de l'individu. L'objectiu d'aquest procés és resoldre les facetes indiferenciades d'una persona, que inicialment poden ser indistinguibles dels altres. A mesura que l'individu s'enfronta a aquesta dinàmica i a altres influències, es genera una contradicció entre el jo i els altres, la qual cosa obliga a abandonar un sentit de jo indiferenciat com a veritat absoluta. Per resoldre aquesta incongruència, la persona ha d'integrar o rebutjar els elements trobats, donant lloc a una nova identitat. Cada vegada que es produeix aquest intercanvi, l'individu ha de resoldre'l abans de continuar amb els futurs reptes. Aquest procés és infinit, ja que el món canviant ofereix noves oportunitats d'intercanvi amb els altres, permetent que la identitat es redefineixi contínuament.

### Identitat col·lectiva
La identitat col·lectiva és el sentiment de pertinença a un grup (el col·lectiu). Quan aquest vincle és fort, l'individu que s'identifica amb el grup prioritzarà el bé del col·lectiu per sobre de la seva identitat personal: defensarà les opinions del grup i assumirà riscos en benefici del mateix, sovint sense necessitat d'incentius o coaccions externes. La identitat col·lectiva es forja sovint a partir d'interessos comuns, afiliacions o experiències compartides d'adversitat. La cohesió de la identitat col·lectiva s'estén més enllà de la simple comunitat, ja que el col·lectiu comparteix el dol i el sentiment de pèrdua quan un dels seus membres mor.

### Suport social
Els individus obtenen una identitat social i una identitat de grup a partir de les seves afiliacions a diversos grups, que inclouen: família, ètnia, educació i situació laboral, amistat, cites i religió.

#### Família
Una de les afiliacions més rellevants és la de la família, ja sigui biològica, extensa o adoptiva. Cada tipus de família influeix en la identitat a través de les interaccions que es produeixen entre els seus membres i l'individu. Els investigadors i teòrics afirmen que la identitat d'un individu (més concretament la identitat d'un adolescent) està influenciada per les persones que l'envolten i l'entorn en què viu. Si una família no té integració, és probable que provoqui la difusió de la identitat (un dels quatre estats d'identitat de James Marcia, on un individu no ha pres compromisos i no intenta fer-los), i s'aplica als dos homes. i femelles.

#### Relacions entre iguals
Morgan i Korobov van realitzar un estudi per analitzar la influència de les amistats entre persones del mateix sexe en el desenvolupament de la pròpia identitat. Aquest estudi va incloure l'ús de 24 tríades d'amistat d'estudiants universitaris del mateix sexe, formades per 12 homes i 12 dones, amb un total de 72 participants. Cada tríada havia d'haver-se conegut durant un mínim de sis mesos. Es va optar per un mètode qualitatiu, ja que és el més adequat per avaluar el desenvolupament de la identitat. Es van realitzar entrevistes de grup semiestructurades, on es va demanar als alumnes que reflexionessin sobre històries i experiències relacionades amb problemes de relació. Els resultats van mostrar cinc respostes comunes a l'hora d'avaluar aquests problemes de relació: fer broma sobre els problemes de la relació, donar suport, oferir consells, relacionar les experiències dels altres amb les seves pròpies experiències similars i donar ànims. Els resultats van concloure que els adolescents construeixen activament les seves identitats mitjançant temes comuns de conversa entre amistats entre persones del mateix sexe; en aquest cas, amb problemes de relació. Els temes comuns de conversa que els companys propers semblen participar per ajudar a millorar la formació de la seva identitat a la vida.

## Influències en la identitat

### Influències cognitives
El desenvolupament cognitiu influeix en la formació de la identitat. Quan els adolescents són capaços de pensar de manera abstracta i raonar de manera lògica, tenen més facilitat per explorar i contemplar possibles identitats. Quan un adolescent té un desenvolupament cognitiu i una maduresa avançats, tendeixen a resoldre problemes d'identitat més que els companys d'edat que estan menys desenvolupats cognitivament. Quan els problemes d'identitat es resolen més ràpid i millor, hi ha més temps i esforç per desenvolupar aquesta identitat.

### Influències escolàstiques
Els adolescents que tenen estudis postsecundària tendeixen a assolir objectius més concrets i compromisos laborals estables. Anar a la universitat o a la universitat pot influir en la formació de la identitat d'una manera productiva. També pot ser cert el contrari, on la identitat influeix en l'educació i l'acadèmia. L'efecte de l'educació sobre la identitat pot ser beneficiós per a la identitat de l'individu; l'individu s'educa en diferents enfocaments i camins a seguir en el procés de formació de la identitat.

### Influències socioculturals
Les influències socioculturals són les d'un context social i històric més ampli. Per exemple, en el passat, els adolescents probablement només adoptarien la feina o les creences religioses que s'esperaven d'ells o que eren semblants als seus pares. Avui en dia, els adolescents tenen més recursos per explorar les opcions d'identitat i més opcions de compromís. Aquesta influència és cada cop menys significativa a causa de l'acceptació creixent d'opcions d'identitat que abans eren menys acceptades. Moltes de les opcions d'identitat del passat s'estan convertint en desconegudes i menys populars avui. La situació sociocultural canviant està forçant els individus a desenvolupar una identitat única basada en les seves pròpies aspiracions. Les influències socioculturals tenen un paper diferent en la formació de la identitat ara que en el passat.

### Influències dels pares
El tipus de relació que tenen els adolescents amb els seus pares té un paper important en la formació de la identitat. Per exemple, quan hi ha una relació sòlida i positiva entre pares i adolescents, és més probable que se sentin lliures a l'hora d'explorar opcions d'identitat per ells mateixos. Un estudi va trobar que per als nens i les nenes, la formació de la identitat està influenciada positivament per la implicació dels pares, concretament en les àrees de suport, seguiment social i seguiment escolar. En canvi, quan la relació no és tan estreta i hi ha por al rebuig o el descontentament dels pares o d'altres tutors, és més probable que se sentin menys segurs a l'hora de formar una identitat separada dels seus pares.

### La cibersocialització i Internet
Internet s'està convertint en una extensió de la dimensió expressiva de l'adolescència. A través de la xarxa, els joves comparteixen les seves vides i inquietuds, creen contingut que posen a disposició dels altres i reben feedback en forma d'aprovació social, mediada de manera electrònica. Quan són en línia, parlen de les seves rutines i experiències quotidianes. Amb cada publicació, imatge o vídeo que comparteixen, poden explorar la seva identitat i provar diferents perfils que contrasten amb els que practiquen en el món "real".